# 熊谷洋
熊谷 洋（くまがい ひろし、1904年10月17日 - 1992年11月11日）は、昭和・平成期の医師、薬理学者。
東京大学医学部教授。東京大学医学部長。日本医師会副会長。日本医学界会長。東京大学薬学科薬品作用学教室の初代教授。医学界や薬理学界の多くの人材を育てた。旧姓　瀬水。

## 経歴
新潟県長岡市出身。旧制新潟県立長岡中学校卒。旧制新潟高校卒業。1930年（昭和5年）東京帝国大学医学部医学科卒業。1943年（昭和18年）薬理学教室講師のままジャカルタに赴任し、日本占領下のオランダ領東インド・ジャカルタの医科大学（ジャワ高等医学校）で医学の教授にあたる。1946年（昭和21年）復員、同年から1957年（昭和32年）まで東京大学医学部薬学科薬品作用学教室の初代教授を兼任。1962年（昭和37年）から1964年（昭和39年）まで東京大学医学部長。1965年（昭和40年）退官、名誉教授。
1966年（昭和41年）から1976年（昭和51年）まで日本医師会副会長。当時の武見太郎会長の補佐をし、国際的に日本医師会の地位を高めた。
1976年（昭和51年）より1984年（昭和59年）まで日本医学会会長。